# Wysoczany
Wysoczany is een plaats in het Poolse district  Sanocki, woiwodschap Subkarpaten. De plaats maakt deel uit van de gemeente Komańcza en telt 110 inwoners.

## Verkeer en vervoer
- Station Wysoczany